# Almohadi
Almohadska dinastija (berbersko Imweḥḥden iz arabskega الموحدون al-Muwaḥḥidun, monoteisti ali unitarci) je bila maroška berberska muslimanska dinastija, ustanovljena okoli leta 1120 v berberski državi v Tinmelu v gorovju Atlas.
Gibanje proti vladajočim Almoravidom je začel Ibn Tumart v plemenu Masmuda. Leta 1130  ga je prevzel  Abd Al Mumin Al Gumi in ga vodil do svoje smrti leta 1163. V tem času so Almohadi premagali Almoravide in razširili svojo oblast nad vsem Magrebom in zatem še nad Al Andaluzom.
Almohadska oblast na Iberskem polotoku je trajala do leta 1212, ko je združena vojska Kastilije, Aragonije, Navare in Portugalske v bitki pri Las Navas de Tolosa v Sierri Moreni porazila  Mohameda III. Al Nasirja (1199–1214). Almohadi so po porazu kmalu izgubili skoraj vse svoje posesti v Iberiji, vključno z velikima mestoma Córdobo (1236) in Sevillo (1248).
Njihova oblast v Afriki se je nadaljevala, dokler se ni njihovo ozemlje zaradi uporov raznih plemen razdrobilo in omogočilo njihovim največjim nasprotnikom Marinidom, da so leta 1215 prevzeli oblast. Zadnji predstavnik Almohadske dinastije, Idris Al Vathik, je vladal samo še na majhnem ozemlju okoli Marakeša, dokler ga ni leta 1269 umoril njegov suženj. Marakeš so zasedli Marinidi in končali vladavino Almohadov v zahodnem Magrebu.

## Zgodovina

### Začetek
Almohadsko gibanje je začel Ibn Tumart, pripadnik berberske plemenske zveze Masmuda v Visokem Atlasu na jugu Maroka. V Maroku, večjem delu zahodne severne Afrike (Magreb) in Al Andaluzu na Iberskem polotoku je takrat vladala  berberska dinastija Almoravidov.
Ibn Tumart je v mladosti študiral najprej v Al Andaluzu in nato na teološki šoli Al Ašari v Bagdadu, kjer je prišel pod vpliv velikega učitelja Al Gazalija. Kmalu je razvil svoj verski nauk, ki je združeval nauke različnih učiteljev. Ibn Tumartovo glavno načelo je bil strog unitarianizem (tavhid), ki zanika neodvisen obstoj božjih lastnosti, ker je nezdružljiv z njegovo edinstvenostjo in je zato mnogoboška ideja. Njegovi privrženci so postali znani kot al-Muwahhidun – almohadi, kar pomeni "enotnost  boga".
Po vrnitvi v Magreb okoli leta 1117 je nekaj časa preživel v več ifrikijskih mestih, kjer je pridigal in agitiral in vodil  besne napade na vinske trgovine in druge znake krivovernosti. Krivdo za moralne odklone je zvrnil na vladajočo dinastijo Almoravidov in jih obtožil mračnjaštva in brezbožnosti. Nasprotoval je tudi njihovemu podpiranju Malikijeve pravne šole, ki se je oblikovala na podlagi soglasja (idžma) in pri razsojanju upoštevala tudi vire izven Korana in Sunne, kar je bilo po  Ibn Tumartovem mnenju bogokletno. Oblast ga je zaradi njegovih ognjevitih kritik in selitev od mesta do mesta izgnala iz Bejaija, zato se je utaboril na robu mesta Mellala in začel sprejemati prve učence, med njimi tudi Al Baširja, ki je postal njegov glavni strateg, in Abd Al Mumina, ki je kasneje postal njegov naslednik.
Leta 1120 so Ibn Tumart in njegova majhna skupina privržencev odšli v Maroko, najprej v Fes, kjer so nekaj časa razpravljali z Malikijevimi učenjaki. V Fezu so v verskem zanosu na cesti napadli sestro almoravidskega emirja Alija Ibn Jusufa, ki je po običaju berberskih žensk hodila razkrita. Ibn Tumart je bil zato izgnan iz Feza in je odšel v Marakeš, kjer je v lokalni mošeji izsledil Alija Ibn Jusufa in ga skupaj z vodilnimi učenjaki pozval na doktrinarno razpravo. Po razpravi so Ibn Jusufovi učenjaki ugotovili, da so  Ibn Tumartova stališča bogokletna in ljudem nevarna, in pozvali emirja, naj ga aretira ali usmrti. Emir se je odločil, da ga bo samo izgnal iz mesta.
Ibn Tumart se je zatekel k svojemu plemenu Harga v domačo vas Igiliz  v dolini Sous, katere lega ni povsem jasna. Preselil  se je v bližnjo jamo in živel asketsko življenje. Iz nje je prihajal le, da bi oznanjal svoj program puritanskih reform in pritegnil vedno večje množice ljudi. Po posebno ganljivi pridigi proti koncu ramadana leta 1121 je naposled priznal, da njegovi argumenti niso prepričali Almoravidov za reforme, zato se je razglasil za potomca preroka in pravega Mahdija, božansko navdihnjenega  razsodnika, kar mu je priznala tudi zbrana publika. Njegova razglasitev je pomenila vojno napoved almoravidski državi.
Po nasvetu enega od privržencev, Omarja Hintatija, vidnega poglavarja plemena Hintata, je leta 1122 zapustil jamo in odšel v Visoki Atlas organizirat almohadsko gibanje v plemenski zvezi Masmuda. Pridobil je podporo  plemen Ganfisa, Gadmiva, Hintata, Haskura in Hazraja. Okoli 1124 je v Tinmelu v dolini Nfis v Visokem Atlasu postavil ribat, nezavzeten utrjen kompleks, ki je služil kot duhovno središče in vojaški sedež almohadskega gibanja.
Almohadski upor je bil prvih osem let omejen na gverilsko vojno pod vrhovi in v grapah Visokega Atlasa. Povzročil je negotovost v državi in povsem zaprl nekaj cest in gorskih prelazov južno od Marakeša. Ogrožal je celo cesto do pomembnega mesta Sijilmassa, skozi katero je potekalo trgovanje preko Sahare. Almoravidi skozi ozke prelaze niso mogli poslati dovolj vojakov, da bi pregnali almohadske upornike iz njihovih lahko branljivih gorskih trdnjav. Sprijaznili so se z gradnjo trdnjav, ki so omejevale njihovo delovanje, in iskanjem alternativnih prehodov preko Atlasa. Najslavnejša je bila trdnjava Tasgimut, ki je varovala dostop k Agmatu.
Ibn Tumart je almohade organiziral kot komuno z natančno določeno zgradbo. Jedro (ahl ad-dar) so tvorili Ibn Tumart in njegova družina, Svet deseterice, ki je bil njegov zasebni posvetovalni organ, sestavljen iz njegovih prvih in najbližjih tovarišev, in Svet petdeseterice, ki so ga sestavljali šejki masmudskih plemen. Svoje predstavnike so imeli tudi zgodnji pridigarji in misijonarji (talba in huffaz).
Vojaške enote so bile organizirane strogo hierarhično. Na prvem mestu je bilo pleme Harga, četudi etnično ni bilo povsem čisto in je vključevalo mnogo častnih ali pridruženih poglavarjev drugih plemen. Med slednje je spadal tudi Abd Al Mumin iz plemena Zenata. Sledili so možje iz Tinmela in drugih plemen in na koncu črni suženjski vojaki (abid).
Vsaka enota, ki jo vodil mohtasib, je imela strogo notranjo hierarhijo. Razdeljena je bila na dva dela: v prvem so bili zgodnji privrženci, v drugem pa kasnejši prišleki. Vsakemu delu je poveljeval mizwar (ali amswaru). Sledili so zakladniki (sakkakin), ki so bili zadolženi za kovanje denarja, pobiralci davkov in blagajniki. Sledila je redna vojska (jund), njej pa mujezini, čuvaji Korana (hafidh) in hizbi. Njim so sledili lokostrelci, naborniki in sužnji. Ibn Tumartov najbližji sodelavec in glavni strateg Al Bašir, ki je prevzel vlogo političnega komisarja, je v masmudskih plemenih uvedel doktrinarno disciplino.
Almohadi so se na začetku 1130. let končno spustili z gora v svoj prvi obsežen napad in doživeli katastrofo. Pred Agmatom so naleteli na almoravidsko vojaško kolono in jo razbili in njene ostanke zasledovali vse do Marakeša. Zatem so štirideset dni oblegali Marakeš, dokler niso aprila ali maja 1130 Almoravidi napravili izpada iz mesta in v krvavi bitki v velikem vrtu vzhodno od mesta zdrobili almohadsko vojsko. V bitki je padlo več kot pol almohadskih poveljnikov, preživeli pa so se komaj uspeli prebiti do gora.
Ibn Tumart je kmalu po bitki avgusta 1130 umrl. Almohadsko gibanje po uničujočem porazu in Ibn Tumartovi smrti ni takoj razpadlo, kar dokazuje, da je bilo izredno dobro organizirano. Dogodkoma je verjetno sledila borba za nasledstvo, v kateri je zmagal Abd Al Mumin. Čeprav je bil iz plemena Zenata iz Targe (Alžirija) in zato tujec med Masmudi iz južnega Maroka, mu je uspelo  premagati vse glavne tekmece in ponovno zbrati neodločna plemena. Leta 1132 je za dokaz, da je almohadsko gibanje  še živo, v drznem nočnem napadu osvojil trdnjavo Tasgimut in jo do tal porušil. Njena glavna vrata je odpeljal s seboj v Tinmel.

### Al Andaluz
Abd Al  Mumin  je  prekosil svojega vzornika Ibn Tumarta in od leta 1130 do svoje smrti leta 1163 izkoreninil Almoravide in razširil svojo oblast nad celo severno Afriko vse do Egipta. Leta 1149 je postal marakeški emir.
Afriki je sledil Al Andaluz. Med letoma 1146 in 1173 so Almohadi postopoma osvojili andaluške kneževine  in prenesli prestolnico iz Córdobe v Sevillo. V Sevilli so zgradili Veliko mošejo in leta 1184 v čast novemu kalifu Abu Jusufu Jakubu Al Mansurju še minaret, sedanji zvonik Giralda seviljske stolnice.
Almohadski emirji so imeli daljšo in bolj ugledno vladavino kot Almoravidi. Abd Al Muminova naslednika  Jusuf I. (ali Abu Jakub Jusuf, 1163–1184) in  Jakub I. (ali Jakub Al Mansur, 1184–1199) sta bila sposobna moža. Njuno vladanje je sprva prisililo mnogo judovskih in krščanskih podložnikov, da so se izselili v razvijajoča se krščanska kraljestva na Portugalskem, v Kastiliji in Aragoniji, potem pa so postali manj fanatični kot Almoravidi. Jakub Al Mansur je bil mnogostransko izobražen vladar, ki je pisal v dodelanem arabskem slogu in podpiral filozofa Ibn Rušda. Naslov Al Mansur – Zmagovalec je dobil po zmagi nad Alfonzom VIII. Kastiljskim v bitki pri Alarcosu leta 1195.
Od vladavine Jusufa II. dalje so Almohadi vladali svojim sovernikom v Iberiji in osrednji severni Afriki preko svojih namestnikov, posesti izven Maroka pa so obravnavali kot province. Če so morali zaradi svete vojne proti kristjanom (džihad) priti na Iberski polotok, so se po vojni vedno vrnili v svojo prestolnico Marakeš.

### Začetek konca
Krščanske države na Iberskem polotoku so bile preveč dobro organizirane, da bi jih lahko preplavili muslimani, zato vojne z njimi niso bile pogoste.
Leta 1212 je Al Mansurjev naslednik, kalif Mohamed Al Nasir (1199–1214), po uspešnem začetku prodiranja proti severu doživel hud poraz v bitki z združeno vojsko Kastilije, Aragonije, Navare in Portugalske pri Las Navas de Tolosa v Sierri Moreni. Bitka je prekinila njegovo napredovanje, krščanske sile pa so bile preveč neorganizirane, da bi izkoristile svojo zmago.
Al Nasir je pred smrtjo leta 1213 za kalifa in naslednika imenoval svojega desetletnega sina Jusufa II. »Al Munastirja«. Začelo se je obdobje regentstva za mladega kalifa, v katerem je oblast prevzela oligarhija starejših družinskih članov, dvornih birokratov in vodilnih plemičev. Almohadski ministri so izpogajali več mirovnih pogodb s krščanskimi državami, ki so ostale bolj ali manj v veljavi naslednjih petnajst let. Izjema je bila portugalska osvojitev Alcácer do Sala leta 1217.
Na začetku leta 1224 je mladi kalif brez naslednika umrl v nesreči. Dvorni birokrati v Marakešu na čelu v velikim vezirjem  Utmanom Ibn Džamijem so hitro organizirali volitve, na katerih so za novega almohadskega kalifa izvolili Ibn Džamijevega prastrica Abd Al Vahida I. »Al Makluja«. Hitro imenovanje je razburilo druge veje družine, predvsem Al Nasirjeve brate, ki so vladali v Al Andaluzu. Eden od njih, Abdalah Al Adil, ki je kasneje postal guverner Murcije, se je takoj razglasil za kalifa in s pomočjo bratov prevzel oblast v Al Andaluzu. Njegov glavni svetovalec, skrivnostni Abu Zajd Ibn Judžjan, je izkoristil svoje zveze v Marakešu in organiziral odstavitev in umor Abd Al Vahida I. in izgon klana Al Džamii.
Državni udar je pomenil začetek dokončnega zloma Al Andaluza, ker je bil prvi znotraj klana Almohadov. V klanu so se že pred tem dogajala nesoglasja, vendar je ostal trdno povezan in zvest dinastičnemu redu. Kalif Al Adil je zaradi morilske kršitve dinastičnega in ustavnega reda  omajal svojo sprejemljivost pri nekaterih almohadskih šejkih. Eden od njih je bil njegov bratranec Abd Alah Al Bajasi, almohadski guverner Jaéna, ki se je s peščico upornih privržencev utaboril v hribih okoli Baeza in sklenil zavezništvo z dotlej miroljubnim Ferdinandom III. Kastiljskim.  Al Adil, ki je veliko več pozornosti posvečal dogajanju v Marakešu, kjer so se uporni šejki zbrali za drugim Al Nasirjevim sinom Jahjo, se za Al Bajasijevo majhno skupino odpadnikov ni zmenil.

### Rekonkvista
Leta 1225 je Al Bajasijeva skupina upornikov s podporo velike kastiljske vojske spustila s hribov in oblegala mesti Jaén in Andújar. Zasedla je pokrajine Jaén, Códoba in  Vega de Granada in Al Bajasi se je konec leta  nastanil v Códobi. Nastalo stanje sta izkoristila Alfonz IX.Leonski in Sančo II. Portugalski in vdrla na andaluško ozemlje. Portugalci so do konca leta 1225 presenetljivo lahko prodrli do Seville. Njen guverner se je zavedal, da so nasprotniki v premoči in se ni nameraval soočiti z njimi. Njegova odločitev je zgrozila prebivalce Seville, zato so prevzeli oblast v svoje roke, organizirali milice in sami poskušali ustaviti prodiranje nasprotnika. Sledila je krvava bitka pred obzidjem Seville, v kateri je portugalska vojska pobila morda 20.000 slabo oboroženih meščanov. Podobna nesreča je istega leta pri Aspu doletela prebivalce Murcije, v Cáceresi in Requeni pa jim je uspelu ustaviti nasprotnika. Zaupanje v almohadsko oblast je bilo zaradi teh dogodkov zelo omajano. Za katastrofo so obtožili kalifa Al Adila in njegove nesposobne in strahopetne generale, uspehe pa so pripisali  lokalnim voditeljev, ki so organizirali obrambo.
Stanje na bojišču se je kmalu zatem spremenilo. Al Bajasi je moral kot plačilo za kastiljsko pomoč  Ferdinandu III. prepustiti tri strateško pomembne obmejne trdnjave: Baños de la Encina, Salvatierra pri Ciudadu Real in Capilla. Hrabra Capilla je zavrnila predajo in prisilla Kastilijce v dolgotrajno obleganje. Pogumno kljubovanje male Capille in Al Bajasijevo oskrbovanje  kastiljskih oblegovalcev je šokiralo Andaluzijce in povečalo njihovo naklonjenost do almohadskega kalifa. V okolici Córdobe je izbruhnila vstaja, v kateri je bil Al Bajasi ubit.  Njegovo glavo so kot trofejo poslali v Marakeš. Kalif Al Adil zmage ni užival prav dolgo, ker so ga oktobra 1227 ubili. Jahjevi uporniki so takoj  po njegovi smrti za novega kalifa razglasili Jahja Al Mutazima.
Andaluška veja Almohadov njegovega imenovanja ni priznala. Al Adilov brat, ki je bil takrat v Sevilli, je sam sebe razglasil za novega almohadskega kalifa Abd Al Ala Idrisa I. Al Mamuna. Al Mamun je s Ferdinandom III. sklenil premirje, za katero je plačal 300.000 maradevijev, ki mu je omogočilo, da je leta 1228 v Afriko odpeljal glavnino almohadske vojske in se spopadel z  Jahjo.
Istega leta so Portugalci in Leonci obnovili svoje vdore globoko v muslimansko ozemlje, ki je bilo večinoma slabo branjeno. Poskusi Almohadov, da bi ustavili napadalce, niso uspeli, zato so po vsem Al Andaluzu izbruhnile ljudske vstaje. Mesto za mestom je odstavilo svoje almohadske guvernerje in na njihova mesta postavilo lokalne veljake. Osrednja osebnost uporov, je bil murcijski veljak Mohamed Ibn Jusuf Ibn Al Hud Judhami, ki je trdil, da izhaja iz dinastije Banu Hud, ki je nekoč vladala stari taifi v Zaragozi. Do oktobra 1228 so Almohadi izgubili skoraj vse andaluško ozemlje. Al Mamun je zapustil Sevillo in se z ostanki svoje vojske umaknil v  Maroko. Ibn Hud je takoj zatem poslal v Bagdad svoje odposlance in ponudil priznanje abasidskega kalifa, četudi je sam sebi nadel kvazi-kalifski naslov Al  Mutavakil.
Al Mamunov odhod leta 1128 je označil konec španskega almohadskega obdobja. Ibn Hud in lokalni andaluški veljaki niso mogli ustaviti naraščajočega pritiska krščanskih vojsk, ki so jih vodili Sančo II. Portugalski, Alfonz IX. Leónski, Ferdinand III. Kastiljski in Jakob I. Aragonski. V naslednjih dvajsetih letih so ena za drugo padale andaluške citadele: leta 1230 Mérida, Badajoz in Mallorca, leta 1234 Beja, leta 1236 Córdoba, leta 1238 Valencia in Niebla-Huelva, leta 1242 Silves, leta 1243 Murcia, leta 1246 Jaén, leta 1248 Alicante in v jeseni istega leta še almohadska prestolnica Sevilla. 22. decembra 1248 je prišel v Sevillo osvajalec Ferdinand III. Kastiljski.
Andaluzijci so bili nemočni. Ibn Hud je poskušal ustaviti nadaljnje napredovanje Leoncev, vendar je bila večina njegova vojske uničena v bitki pri Alangu leta 1230. Ibn Hud je z ostanki svoje vojske poskušal rešiti ogrožene in oblegane andaluške trdnjave, vendar je bil pred tako številnimi sočasnimi napadi nasprotnika nemočen.  Po njegovi smrti leta 1238 je nekaj preostalih mest poskušalo prestopiti k Almohadom, vendar jim tudi to ni pomagalo, ker se Almohadi niso več vrnili.
Po odhodu Almohadov so na oblast v Granadi prišli Nasridi. Po veliki krščanski ofenzivi v letih 1228–1248 je bil Granadski emirat vse, kar je ostalo od starega Al Andaluza. Nekatera osvojena utrjena mesta, na primer  Murcia, Jaén in Niebla, so bila  naslednjih nekaj let krščanske tributarne posesti, v 1260. letih pa so večino mest priključili h krščanskim kraljestvom.  Naslednjih 250 let je ostala neodvisna samo Granada, ki je postala novo cvetoče središče Al Andaluza.

### Propad v Magrebu
Almohadi so na svojem afriškem ozemlju, tudi v Fezu, spodbujali naseljevanje kristjanov. Po bitki  pri Las Navas de Tolosa so občasno celo sklenili zavezništvo s Kastiljskim kraljestvom in iz nekaterih obalnih mest Sicilskega kraljestva pregnali normanske vojaške posadke. Zgodovina njihovega propadanja se razlikuje od zgodovine Almoravidov, katere so vrgli z oblasti. Almohadov ni pokopalo neko novo versko gibanje, ampak postopno izgubljanje ozemlja in upori lokalnega prebivalstva. Njihovi najbolj učinkoviti sovražniki so bili Marinidi (Banu Marin),  ki so osnovali naslednjo alandaluško dinastijo. Zadnji predstavnik almohadske dinastije je bil Idris II. Al Vathik, katerega je v leta 1269 v Marakešu umoril njegov suženj.

## Kultura
Almohadske univerze so nadaljevale širjenje znanja antičnih grških in rimskih piscev. Med najvidnejše učenjake iz almohadskega obdobja spadata muslimanski polihistor Ibn Rušd (Averroës) in judovski filozof Majmonides. V muslimanskem pravoznanstvu je država priznavala zahiridsko pravno šolo, čeprav je občasno priznavala tudi šafiite. Vsi almohadski vladarji, tako versko prepričani kot laiki, so nasprotovali malikitski pravni šoli, kateri so bili naklonjeni Almoravidi. V času vladavine Abu Jakuba je bila prepovedana uporaba vseh verskih knjig, ki jih niso napisali zahiridi. Izvajanje prepovedi je nadziral vrhovni sodnik Ibn Mada. Med vladanjem Abu Jakubovega sina Abu Jusufa se je prepoved še poostrila in Ibn Mada je moral te knjige sežgati. Po islamski teologiji so bili Almohadi ašariti. Njihov zahiridski ašarizem je bil podlaga za zapleteno mešanico pikolovske sodne prakse in ezoterične dogmatike.
Almohadski umetniški slog je bil v bistvu orientalski, čeprav je bila večina umetnikov iz Al Andaluza. Glavna središča almohadske arhitekture in umetnosti so bila Fez, Marakeš, Rabat in Sevilla. Figurativna umetnost je nekoliko trpela zaradi ortodoksne razlage Korana, ki prepoveduje upodabljanje človeka. V Almohadskem kalifatu je zato cvetela predvsem arhitektura, čeprav tudi ta ni dosegla vrhunske izvirnosti. Mošeje so imele pravokoten tloris z ladjami, ločenimi s stebri. Na široko so se uporabljali podkvasti loki. Najpogostejša gradbena materiala sta bila opeka in malta. Tuj vpliv je mogoče videti v kupolah egiptovskega porekla in slavolokih, ki so se tudi zgledovali po egiptovskih. Razširjena je bila gradnja utrdb s stolpi.
Med najpomembnejše almohadske stavbe spadajo Giralda - nekdanji minaret in sedanji zvonik seviljske stolnice, zgrajen leta 1171, mošeja  Kutubija in kazba v Marakešu, Hasanov stolp v Rabatu in grad Atalaya v Andaluziji.

## Položaj nemuslimanov
Almohadi, ki so v Magrebu in Al Andaluzu prišli na oblast leta 1147, ostro postopali z nemuslimani (dhimmi). Poročila iz tega obdobja opisujejo, da so po začetnem sedemmesečnem obdobju zatišja v vseh osvojenih mestih pobili ali nasilno islamizirali judovske skupnosti, "dokler niso od Silvesa do Mahdia izginili vsi Judje". Znani so tudi primeri množičnega mučeništva Judov, ki niso hoteli prestopiti v islam. Abraham Ibn Ezra (1089–1164), ki je sam pobegnil pred preganjanjem Almohadov,  je napisal  Elegijo žalovanja za uničenimi  judovskimi skupnostmi po Al Andaluzu in Magrebu. Mnogo Judov je zbežalo v krščanska kraljestva, mnogo drugih, med njimi tudi Maimonides z družino, pa na vzhod v bolj strpne islamske države. Viri z začetka almohadskega obdobja kljub temu še opisujejo nekaj judovskih trgovcev, ki so trgovali v severni Afriki.
Ravnanje z Judi se je v almohadskem obdobju v primerjavi z almoravidskim obdobjem drastično poslabšalo. V Kordovskem kalifatu je judovska kultura doživljala svoje zlato obdobje.  María Rosa Menocal, specialistka za ibersko književnosti na univerzi Yale je trdila, da je bila "strpnost  neločljiv vidik alandaluške družbe". Menocalova v svoji knjigi  Ornament of the World (Ponos sveta) iz leta 2003 trdi, da so judovski dhimmis v kalifatu kljub temu, da so imeli manj pravic kot muslimani,  še vedno živeli bolje kot v krščanski Evropi. Jude so v katoliških delih Evrope obravnavali kot heretike, zato so se selili v Al Andaluz.
Pod Almohadi so morali vsi Judje, ki so prestopili v islam, nositi prepoznavna oblačila, ker jih muslimani niso imeli za vdane pripadnike nove vere. Proti koncu almohadske vladavine so Judje ponovno odkrito prakticirali svojo vero.
Domorodni kristjani v severni Afriki almohadskega preganjanja niso preživeli.

## Seznam almohadskih emirjev in kalifov
- Ibn Tumart (1121–1130)
- Abd al-Mu'min (1130–1163)
- Abu Jakub Jusuf I. (1163–1184)
- Abu Jusuf Jakub »Al-Mansur« (1184–1199)
- Mohamed al-Nasir (1199–1213)
- Abu Jakub Jusuf II. »Al-Mustansir« (1213–1224)
- Abu Mohamed Abd al-Vahid I. »Al-Mahlu« (1224)
- Abdalah al-Adil (1224–1227)
- Jahja »Al-Mutasim« (1227–1229)
- Abu al-Ala Idris I. »Al-Mamun« (1229–1232)
- Abu Mohamed Abd al-Vahid II. »Al Rašid« (1232–1242)
- Abu Al Hasan Ali "Al-Said" (1242–1248)
- Abu Hafs Omar »Al-Murtada« (1248–1266)
- Abu al-Ula (Abu Dabus) Idris II. »Al-Vathik« (1266–1269)